# Sucha igła

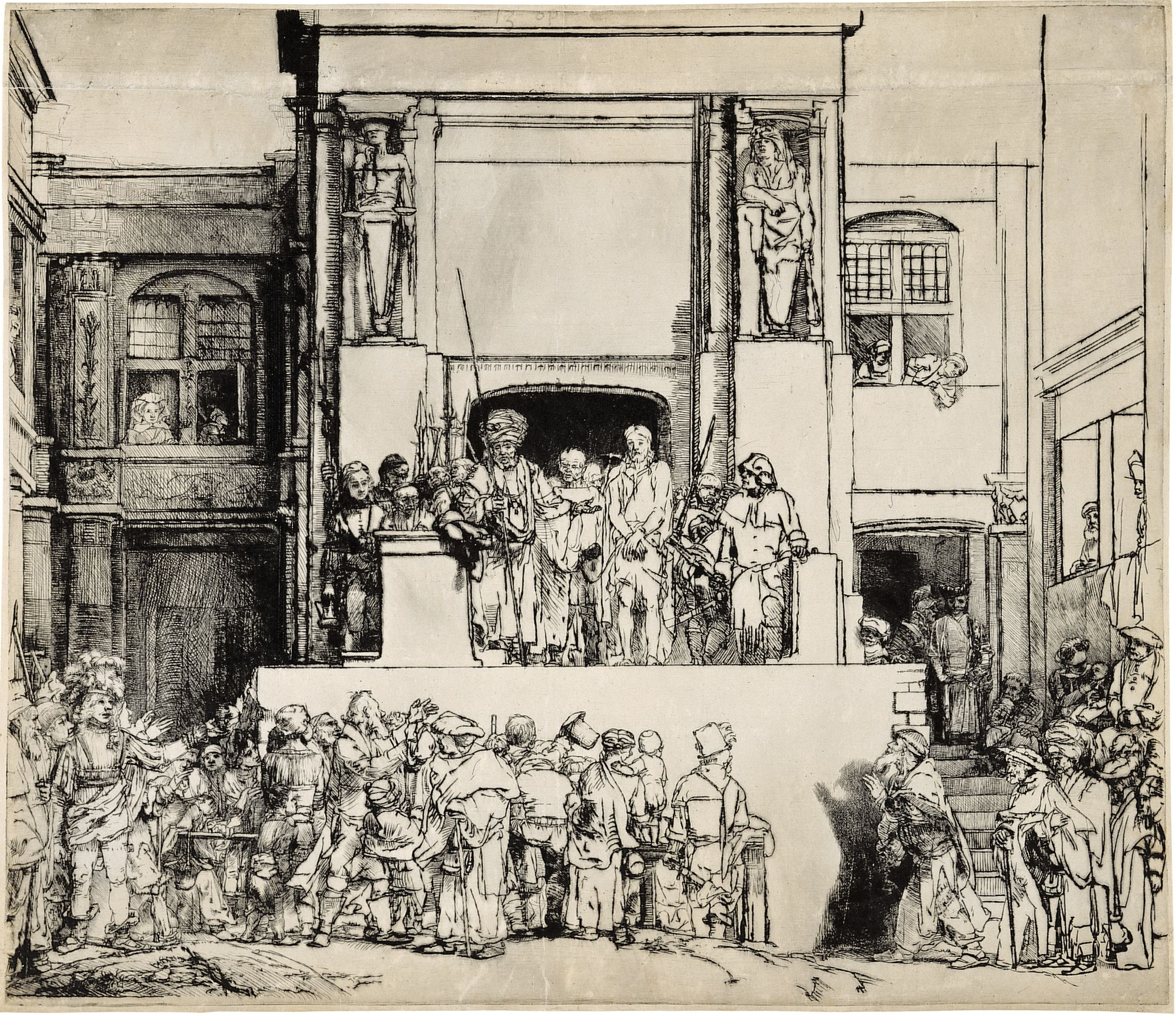
Rembrandt, Ecce homo, 1655, sucha igła

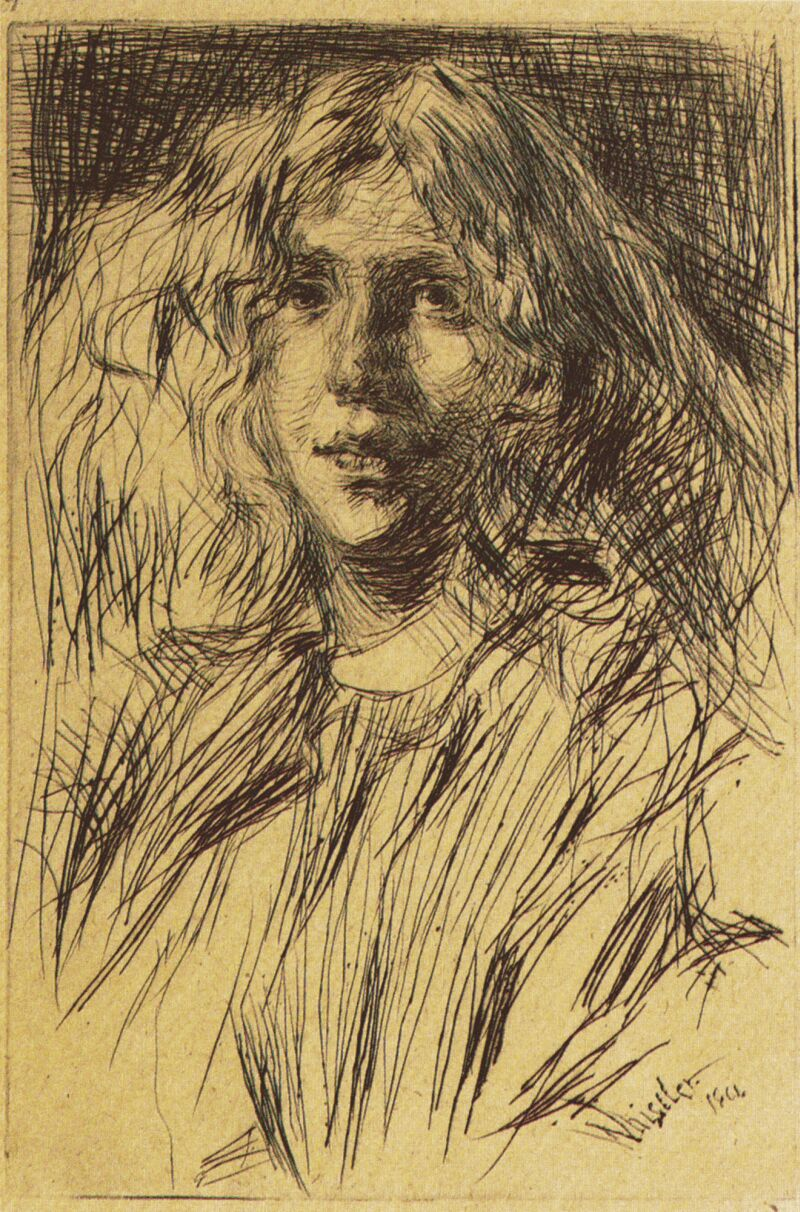
James McNeill Whistler, Jo, sucha igła

Sucha igła, suchoryt – technika graficzna druku wklęsłego, w której formę drukową tworzy się za pomocą stalowej igły na wypolerowanej płycie miedzianej, cynkowej lub mosiężnej. Igła, zagłębiając się w powierzchnię płyty, pozostawia rowek oraz wystający wiórek metalowy, zatrzymujące farbę. Tak powstały rysunek daje efekt tak zwanego dymka obok głównej kreski. Na odbitce sprawia to wrażenie szkicu ołówkowego.
Otrzymaną formę drukową powleka się farbą drukową i czyści jak w miedziorycie, a następnie odbija na zwilżonym papierze, stosując niewielki nacisk prasy. Matryca ulega szybkiemu zniszczeniu ze względu na ścieranie i rozgniatanie wiórków zatrzymujących farbę, więc liczba dobrych odbitek jest niewielka. Próby zwiększenia trwałości matrycy, między innymi przez niklowanie galwaniczne (zwłaszcza w Niemczech w XIX wieku), prowadziły do zatracenia swobodnego, rysunkowego charakteru odbitek i zostały zarzucone.

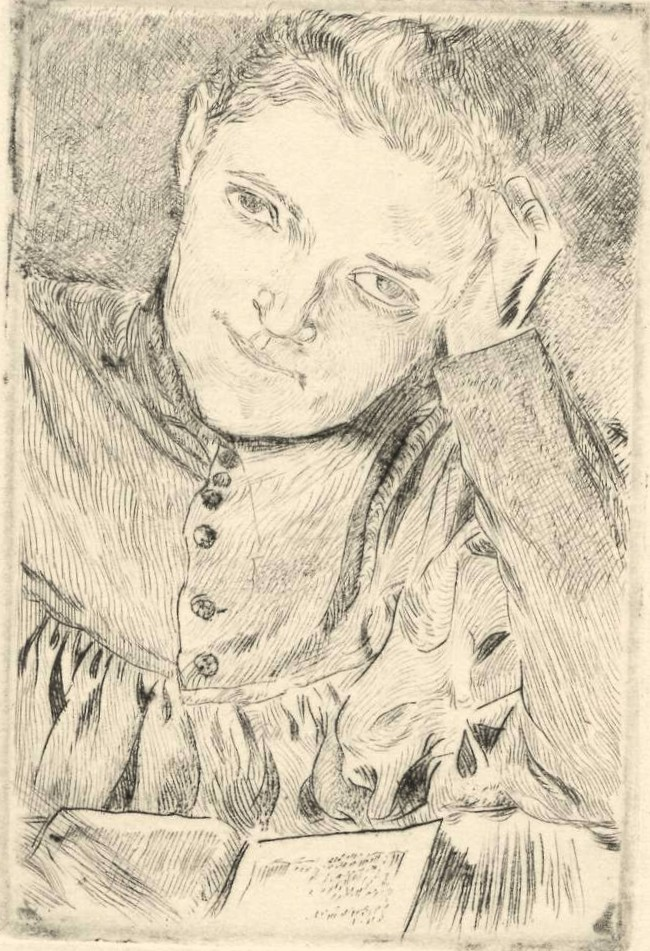
Stanisław Masłowski, Portret żony artysty, ok. 1905, sucha igła, 11,5 × 7,7 cm, Muzeum Narodowe w Warszawie

Sucha igła jest bardzo zbliżona (jeśli chodzi o sposób otrzymywania obrazu) do mezzotinty; obie techniki doskonale się uzupełniają, co było wykorzystywane zwłaszcza w angielskiej grafice XVIII wieku. Na jednej płycie (matrycy) partie walorowe (światłocień) były wykonywane w technice mezzotinty, a szczegóły dopracowywane za pomocą suchej igły – w efekcie powstawały prace graficzne o wyjątkowych (i niemożliwych do naśladowania w innych technikach graficznych) walorach estetycznych. Sucha igła jest techniką często uzupełniającą inne techniki graficzne, na przykład akwafortę, akwatintę, miękki werniks. Rysunek igłą na blasze miedzianej jest również etapem wstępnym powstawania miedziorytu.

## Historia techniki
Przyjmuje się, że pierwszym rytownikiem stosującym technikę suchej igły był Mistrz Księgi Domowej z Wolfegg (ok. 1480), określany wcześniej jako Mistrz Amsterdamskiego Gabinetu Rycin. Później rozwijali ją Albrecht Dürer (Święty Hieronim, 1512), Andrea Mantegna, Rembrandt (Ecce homo, 1655) i inni. Była łączona z akwafortą lub uprawiana jako taka.
Druga połowa XIX wieku przyniosła odrodzenie tej techniki w Europie. Tworzyli w niej, między innymi, Auguste Rodin, Edvard Munch, Pierre Bonnard, Alphonse Legros, Louis Legrand, Félicien Rops, Félix Vallotton, James McNeill Whistler, Joan Miró, Marc Chagall, Pablo Picasso, Jacques Villon.